# Леонардо Соттані
Леонардо Соттані (італ. Leonardo Sottani, 1 листопада 1973) — італійський ватерполіст.
Бронзовий призер Олімпійських Ігор 1996 року, учасник 2000, 2008 років.
Срібний призер Кубка світу 1999 року.